# Rudy Giuliani
Rudolph William Louis „Rudy“ Giuliani (* 28. května 1944) je americký právník, obchodník a politik za stát New York. Mezi léty 1994 a 2001 byl starostou New Yorku. Před prezidentskými volbami v roce 2008 se pokoušel o nominaci za republikánskou stranu, ale nezvítězil ani v jednom státě federace a svou kandidaturu již po primárkách na Floridě vzdal. V roce 2002 mu bylo uděleno ocenění Ronald Reagan Freedom Award.

## Obvinění z vydírání
V srpnu 2023 byl společně s bývalým prezidentem Donaldem Trumpem a dalšími 16 lidmi obviněn velkou porotou z toho, že se pokusili zvrátit Trumpovu volební porážku v roce 2020 v americkém státu Georgia. Obviněni této skupiny zahrnuje 41 trestných činů, včetně vydírání. V případě Giulianiho je zajímavé, že byl obviněn na základě zákona RICO, který sám jako státní zástupce na Manhattanu v 80. letech užíval ke stíhání skupin organizovaného zločinu.

## Nařčení z údajných volebních podvodů v Georgii
Poté, co Donald Trump prohrál v roce 2020 prezidentské volby v klíčovém státě Georgie, nařkl Giuliani jakožto jeho právní poradce z volebního podvodu dvě ženy podílející se na zpracování volebních výsledků. Giuliani ženy obvinil z manipulace s flash disky s USB klíči, na kterých měly být výsledky hlasování, což měly dokazovat sestříhané záběry z kamer ve sčítací místnosti. Přestože nadřízení obou žen, krajská i celostátní volební komise, žádné pochybení neshledali, Giuliani ženy obviňoval, že jsou profesionálními manipulátorkami voleb, a uváděl jejich přesná jména.
Ruby Freeman a její dcera Wandrea "Shaye" Moss v prosinci 2021 zažalovali Giulianiho pro pomluvu, neboť v důsledku křivého obvinění čelily záplavě rasistických a sexistických zpráv, včetně výhrůžek lynčováním. 
Giuliani a jeho právníci se snažili procesu zabránit argumentací, že na útoky na Freemanovou a Mossovou se v USA vztahuje ochrana svobody slova. V soudních podáních uznal, že o ženách uváděl nepravdivá tvrzení, což podle médií bylo součástí Giulianiho snahy zastavit proces předávání důkazů protistraně. Federální soudkyně Howellová však srpnu tuto argumentaci označila za „děravější než švýcarský sýr“, nařídila Gulianimu vyplatit přes 130 000 dolarů za právní výdaje žalujících a rozhodla, že za pomluvu mohou na Giulianim vymáhat odškodné.
 V prosinci 2023 pak rozhodla federální porota ve Washingtonu, že má Giuliani zaplatit postiženým více než 148 milionů dolarů ze křivé obvinění z volebních podvodů.

## Knihy
- Wayne Barrett: Rudy!: An Investigative Biography of Rudolph Giuliani. Basic Books 2000, ISBN 0-7567-6114-X
- Barrett, Wayne & Collins, Dan. Grand Illusion: The Untold Story of Rudy Giuliani and 9/11. [s.l.]: Harper Collins, 2006. Dostupné online. ISBN 0-06-053660-8.
- Brodeur, Christopher X., (2002). "Perverted Little Creep; Mayor Giuliani vs Mayor Brodeur". ExtremeNY books, ISBN 0-9741593-0-1.
- Giuliani, Rudolph W., Kurson, Ken. Leadership. [s.l.]: Miramax Books, 2002. ISBN 0-7868-6841-4.
- Gonzalez, Juan, (2002). Fallout: The Environmental Consequences of the World Trade Center Collapse. New Press, ISBN 1-56584-754-7
- Kirtzman, Andrew. Rudy Giuliani: Emperor of the City. [s.l.]: Harper Collins, 2001. Dostupné online. ISBN 0-06-009389-7.
- Koch, Edward I. (1999). Giuliani: Nasty Man. Barricade Books. ISBN 1-56980-155-X. Reissued, 2007.
- Mandery, Evan, (1999). The Campaign: Rudy Giuliani, Ruth Messinger, Al Sharpton, and the Race to Be Mayor of New York City. Westview Press, ISBN 0-8133-6698-4.
- Newfield, Jack, (2003). The Full Rudy: The Man, the Myth, the Mania. Thunder's Mouth Press, ISBN 1-56025-482-3
- Polner, Robert, (2005). America's Mayor: The Hidden History of Rudy Giuliani's New York. Soft Skull Press, ISBN 1-932360-58-1
- Polner, Robert, (2007). America's Mayor, America's President? The Strange Career of Rudy Giuliani. [Preface by Jimmy Breslin] Soft Skull Press, ISBN 1-933368-72-1
- Siegel, Fred. The Prince of the City: Giuliani, New York, and the Genius of American Life. [s.l.]: Encounter Books, 2005. Dostupné online. ISBN 1-59403-084-7.
- Strober, Deborah Hart, Strober, Gerald S. Giuliani: Flawed Or Flawless? The Oral Biography. [s.l.]: John Wiley & Sons, 2007. Dostupné online. ISBN 0471738352.